# Perche Élite Tour
Le Perche Élite Tour est un circuit officiel de saut à la perche franco-anglais, puis uniquement français à partir de 2013, se déroulant sur plusieurs étapes plus une finale, organisé par Jean-François Raffalli. Ce dernier a voulu créer un circuit de meeting de saut à la perche en salle pour répondre aux besoins de compétitions hivernales des sauteurs français

## Les différentes éditions
Il faut noter que chaque circuit est réparti sur la saison hivernale et s'étend donc de décembre à mars de l'année suivante, la date choisie pour nommer les éditions est donc celle de la finale ou de la dernière étape.
L'édition 2010 du circuit s'est conclue par la victoire de Fabrice Fortin chez les hommes et de Télie Mathiot chez les femmes, qui est également l'organisatrice de la 3e étape de ce circuit : l'INSA Perch'formance. L'édition 2011 a été remporté une nouvelle fois par Fabrice Fortin chez les hommes mais c'est Holly Bleasdale qui remporte cette fois-ci le circuit.

### Édition 2006
Ce tableau retrace l'édition 2006 du Perche Élite Tour :
| Compétition           | Date             | Lieu             | Vainqueur Homme | Performance | Vainqueur Femme         | Performance |
| --------------------- | ---------------- | ---------------- | --------------- | ----------- | ----------------------- | ----------- |
| La Perche aux Étoiles | 10 décembre 2005 | Aulnay-sous-bois | Joël Soler      | 5,51 m      | Elisabete Ribeiro Ansel | 4,11 m      |
| Planète Mars Perche   | 7 janvier 2006   | Marseille        | Jérôme Clavier  | 5,42 m      | Syrine Balti            | 4,12 m      |
| StarPerche            | 14 janvier 2006  | Le Haillan       | Jean Galfione   | 5,53 m      | Syrine Balti            | 4,13 m      |
| Étoiles de la Perche  | 4 février 2006   | Niort            | Kevin Rans      | 5,65 m      | Vanessa Boslak          | 4,40 m      |
| Perch'Stacul'Air      | 11 février 2006  | Épinal           | Romain Mesnil   | 5,75 m      | Elisabete Ribeiro Ansel | 4,32 m      |
| Perch'Ibal Festival   | 4 mars 2006      | Lingolsheim      | Laurens Looije  | 5,36 m      | Roza Kasprzak           | 4,31 m      |
| La Perche aux Records | 18 mars 2006     | Rennes           | Damiel Dossevi  | 5,52 m      | Caroline Boquet         | 4,02 m      |

### Édition 2007
Ce tableau retrace les résultats de l'édition 2007 du Perche Élite Tour :
| Compétition              | Date            | Lieu                    | Vainqueur Homme | Performance | Vainqueur Femme | Performance |
| ------------------------ | --------------- | ----------------------- | --------------- | ----------- | --------------- | ----------- |
| La Perche aux Étoiles    | 6 décembre 2006 | Aulnay-sous-bois        | Jérôme Clavier  | 5,65 m      | Vanessa Boslak  | 4,34 m      |
| Tou'Perche Carrières     | 3 février 2007  | Carrières-sous-Poissy   | Nicolas Guigon  | 5,65 m      | Vanessa Boslak  | 4,60 m      |
| Finale Perche Élite Tour | 31 mars 2007    | Disneyland Resort Paris | Romain Mesnil   | 5,37 m      | Laurence Bago   | 4,07 m      |

### Édition 2008
Ce tableau retrace l'édition 2008 du Perche Élite Tour :
| Compétition                 | Date            | Lieu             | Vainqueur Homme   | Performance | Vainqueur Femme   | Performance |
| --------------------------- | --------------- | ---------------- | ----------------- | ----------- | ----------------- | ----------- |
| La Perche aux Étoiles       | 8 décembre 2007 | Aulnay-sous-bois | Jérôme Clavier    | 5,58 m      | Elisabete Ribeiro | 4,25 m      |
| Ain Perche Plastics Vallée  | 12 janvier 2008 | Oyonnax          | Renaud Lavillenie | 5,58 m      | Kate Dennison     | 4,35 m      |
| Vault Manchester            | 19 janvier 2008 | Manchester       | Steven Lewis      | 5,53 m      | Kate Dennison     | 4,23 m      |
| Limoges Perche Élite Tour   | 2 février 2008  | Limoges          | Jérome Clavier    | 5,80 m      | Vanessa Boslak    | 4,60 m      |
| Perch'stacul'air            | 8 février 2008  | Épinal           | Jérôme Clavier    | 5,61 m      | Vanessa Boslak    | 4,41 m      |
| Finale du Perche Élite Tour | 29 mars 2008    | Compiègne        | Renaud Lavillenie | 5,53 m      | Vanessa Boslak    | 4,43 m      |

### Édition 2009
Ce tableau retrace l'édition 2009 du Perche Élite Tour :
| Compétition           | Date            | Lieu             | Vainqueur Homme   | Performance | Vainqueur Femme | Performance |
| --------------------- | --------------- | ---------------- | ----------------- | ----------- | --------------- | ----------- |
| La Perche aux Étoiles | 5 décembre 2008 | Aulnay-sous-bois | Renaud Lavillenie | 5,82 m      | Marion Buisson  | 4,30 m      |

### Édition 2010
Le tableau ci-dessous retrace les vainqueurs des différentes étape de l'édition 2010 :
| Compétition                 | Date            | Lieu             | Vainqueur Homme                | Performance | Vainqueur Femme      | Performance |
| --------------------------- | --------------- | ---------------- | ------------------------------ | ----------- | -------------------- | ----------- |
| La Perche aux Étoiles       | 5 décembre 2009 | Aulnay-sous-Bois | Renaud Lavillenie              | 5,82 m      | Kate Dennison        | 4,19 m      |
| INSA Perch'formance         | 9 janvier 2010  | Villeurbanne     | Damiel Dossevi                 | 5,62 m      | Maria Ribero Tavares | 4,32 m      |
| Vault Manchester            | 16 janvier 2010 | Manchester       | Kostas Filippidis              | 5,70 m      | Kate Dennison        | 4,40 m      |
| Le Butoir Nantais           | 23 janvier 2010 | Nantes           | Robert Jan Francis             | 5,46 m      | Maria Ribero Tavares | 4,21 m      |
| Meeting de Tignes           | 27 janvier 2010 | Tignes           | Damiel Dossevi                 | 5,55 m      | Télie Mathiot        | 4,25 m      |
| Perche Concept Mixte        | 2 mars 2010     | Paris            | Renaud Lavillenie Steven Lewis | 5,71 m      | Kate Dennison        | 4,56 m      |
| Finale du Perche Élite Tour | 20 mars 2010    | Limoges          | Fabrice Fortin                 | 5,42 m      | Télie Mathiot        | 4,33 m      |

### Édition 2011
Ce tableau retrace les étapes du Perche Élite Tour 2011 et leurs vainqueurs :
| Compétition                 | Date               | Lieu             | Vainqueur Homme     | Performance | Vainqueur Femme       | Performance |
| --------------------------- | ------------------ | ---------------- | ------------------- | ----------- | --------------------- | ----------- |
| Festi'Vol                   | 3–4 décembre 2010  | Veigné           | Renaud Lavillenie   | 5,61 m      | Alixe Guigon          | 4,11 m      |
| Loughborough Open           | 11 décembre 2010   | Loughborough     | Max Eaves           | 5,16 m      | Holly Bleasdale       | 4,06 m      |
| Capitale Perche             | 15 janvier 2011    | Clermont-Ferrand | Renaud Lavillenie   | 5,92 m (PB) | Maria Ribeiro Tavares | 4,37 m (PB) |
| Vault Manchester            | 15 janvier 2011    | Manchester       | Luke Cutts          | 5,32 m      | Holly Bleasdale       | 4,32 m      |
| INSA Perch'formance         | 20–22 janvier 2011 | Villeurbanne     | Jérôme Clavier (PB) | 5,81 m      | Holly Bleasdale       | 4,40 m      |
| Finale du Perche Élite Tour | 26 mars 2011       | Cassis           | Damiel Dossevi      | 5,44 m      | Maria Ribeiro Tavares | 4,34 m      |

### Édition 2012
Ce tableau récapitule les étapes du Perche Élite Tour 2012 — à noter qu'il n'y en a que quatre cette année-là — et leurs vainqueurs :
| Compétition               | Date             | Lieu             | Vainqueur Homme        | Performance | Vainqueur Femme | Performance  |
| ------------------------- | ---------------- | ---------------- | ---------------------- | ----------- | --------------- | ------------ |
| Orléans Perche Élite Tour | 10 décembre 2011 | Orléans          | Romain Mesnil          | 5,41 m      | Holly Bleasdale | 4,71 m (NR)  |
| La perche aux Étoiles     | 7 janvier 2012   | Aulnay-sous-Bois | Damiel Dossevi         | 5,48 m      | Katie Byres     | 4,36 m (NJR) |
| Capitale Perche           | 14 janvier 2012  | Clermont-Ferrand | Romain Mesnil          | 5,48 m      | Holly Bleasdale | 4,52 m       |
| Vault Manchester          | 14 janvier 2012  | Manchester       | Max Eaves              | 5,23 m      | Sally Peakes    | 4,33 m       |
| INSA Perch'formance       | 21 janvier 2012  | Villeurbanne     | Konstadínos Filippídis | 5,72 m (NR) | Holly Bleasdale | 4,87 m (NR)  |
| Top perche                | 18 février 2012  | Nevers           | Renaud Lavillenie      | 5,93 m      | Kate Dennison   | 4,52 m       |

Lors de l'étape de Villeurbanne, H. Bleasdale a réalisé  4,87 m ce qui est le nouveau record du Royaume-Uni et la troisième performance de tous les temps derrière Yelena Isinbayeva et Jenn Suhr.

### Édition 2013
Ce tableau récapitule les étapes du Perche Élite Tour 2013 et leurs vainqueurs :
| Compétition               | Date            | Lieu         | Vainqueur Homme        | Performance | Vainqueur Femme     | Performance |
| ------------------------- | --------------- | ------------ | ---------------------- | ----------- | ------------------- | ----------- |
| Orléans Perche Élite Tour | 12 janvier 2013 | Orléans      | Konstadínos Filippídis | 5,67 m      | Holly Bleasdale     | 4,62 m (WL) |
| Rouen Perche Élite Tour   | 26 janvier 2013 | Rouen        | Renaud Lavillenie      | 5,92 m (WL) | Kristina Gadschiew  | 4,50 m      |
| INSA Perch'formance       | 10 février 2013 | Villeurbanne | Yang Yansheng          | 5,70 m      | Caroline Bonde Holm | 4,34 m      |
| Top perche                | 23 février 2013 | Nevers       | Yang Yansheng          | 5,75 m      | Katie Byres         | 4,35 m      |

### Édition 2014
Ce tableau récapitule les étapes du Perche Élite Tour 2014 et leurs vainqueurs :
| Compétition                 | Date                | Lieu             | Vainqueur Homme     | Performance | Vainqueur Femme    | Performance |
| --------------------------- | ------------------- | ---------------- | ------------------- | ----------- | ------------------ | ----------- |
| INSA Perch'formance         | 13–14 décembre 2013 | Villeurbanne     | Luke Cutts          | 5,71 m      | Holly Bleasdale    | 4,61 m      |
| La perche aux Étoiles       | 20–21 décembre 2013 | Aulnay-sous-Bois | Renaud Lavillenie   | 5,93 m (WL) | Angelica Bengtsson | 4,49 m      |
| Capitale Perche             | 11 janvier 2014     | Clermont-Ferrand | Yang Yansheng       | 5,66 m      | Marion Fiack       | 4,51 m      |
| Orléans Perche Élite Tour   | 18 janvier 2014     | Orléans          | Paweł Wojciechowski | 5,76 m      | Marion Fiack       | 4,61 m      |
| Rouen Perche Élite Tour     | 25 janvier 2014     | Rouen            | Renaud Lavillenie   | 6,04 m (WL) | Jiřina Svobodová   | 4,63 m      |
| Finale du Perche Élite Tour | 8 février 2014      | Nice             | Xue Changrui        | 5,76 m      | Angelica Bengtsson | 4,62 m      |

### Édition 2015
Ce tableau récapitule les étapes du Perche Élite Tour 2015 et leurs vainqueurs :
| Compétition               | Date            | Lieu                 | Vainqueur Homme   | Performance | Vainqueur Femme        | Performance     |
| ------------------------- | --------------- | -------------------- | ----------------- | ----------- | ---------------------- | --------------- |
| Capitale Perche           | 10 janvier 2015 | Clermont-Ferrand     | Renaud Lavillenie | 5,80 m      | Marion Fiack           | 4,71 m (NR, WL) |
| Orléans Perche Élite Tour | 17 janvier 2015 | Orléans              | Piotr Lisek       | 5,80 m      | Marion Fiack           | 4,58 m          |
| Rouen Perche Élite Tour   | 24 janvier 2015 | Rouen                | Renaud Lavillenie | 6,00 m (WL) | Nikoléta Kiriakopoúlou | 4,67 m          |
| Vendée Perche             | 31 janvier 2015 | Mouilleron-le-Captif | Kévin Menaldo     | 5,61 m      | Angelica Bengtsson     | 4,68 m          |
| Top perche                | 7 février 2015  | Nevers               | Renaud Lavillenie | 6,01 m (WL) | Fabiana Murer          | 4,83 m (AR, WL) |

### Édition 2016
Ce tableau récapitule les étapes du Perche Élite Tour 2016 et leurs vainqueurs :
| Compétition               | Date                | Lieu             | Vainqueur Homme   | Performance | Vainqueur Femme        | Performance |
| ------------------------- | ------------------- | ---------------- | ----------------- | ----------- | ---------------------- | ----------- |
| La Perche aux Étoiles     | 18–19 décembre 2015 | Aulnay-sous-Bois | Renaud Lavillenie | 5,71 m      | Vanessa Boslak         | 4,42 m      |
| Orléans Perche Élite Tour | 16 janvier 2016     | Orléans          | Xue Changrui      | 5,81 m (NR) | Angelica Bengtsson     | 4,60 m      |
| Rouen Perche Élite Tour   | 23 janvier 2016     | Rouen            | Raphael Holzdeppe | 5,84 m      | Nikoléta Kiriakopoúlou | 4,71 m      |
| All Star Perche           | 21 février 2016     | Clermont-Ferrand | Renaud Lavillenie | 6,02 m      | Fabiana Murer          | 4,71 m      |

### Édition 2017
Ce tableau récapitule les étapes du Perche Élite Tour 2017 et leurs vainqueurs :
| Compétition               | Date             | Lieu             | Vainqueur Homme        | Performance | Vainqueur Femme      | Performance |
| ------------------------- | ---------------- | ---------------- | ---------------------- | ----------- | -------------------- | ----------- |
| Roazhon Perche            | 17 décembre 2016 | Rennes           | Arnaud Art             | 5,61 m      | Marion Lotout        | 4,21 m      |
| Orléans Perche Élite Tour | 14 janvier 2017  | Orléans          | Konstadínos Filippídis | 5,73 m      | Huiquin Xue          | 4,34 m      |
| Top Perche Plus           | 21 janvier 2017  | Nevers           | Huang Bokai            | 5,63 m      | Huiquin Xue          | 4,38 m      |
| Rouen Perche Élite Tour   | 28 janvier 2017  | Rouen            | Thiago Braz da Silva   | 5,86 m      | Sandi Morris         | 4,57 m      |
| All Star Perche           | 4–5 février 2017 | Clermont-Ferrand | Shawnacy Barber        | 5,83 m      | Sandi Morris         | 4,71 m      |
| Les Étoiles de la Perche  | 11 mars 2017     | Niort            | Stanley Joseph         | 5,53 m      | Maria Leonor Tavares | 4,30 m      |

### Édition 2018
Ce tableau récapitule les étapes du Perche Élite Tour 2018 et leurs vainqueurs :
| Compétition               | Date               | Lieu             | Vainqueur Homme        | Performance | Vainqueur Femme       | Performance  |
| ------------------------- | ------------------ | ---------------- | ---------------------- | ----------- | --------------------- | ------------ |
| Orléans Perche Élite Tour | 13 janvier 2018    | Orléans          | Konstadínos Filippídis | 5,71 m      | Ninon Guillon-Romarin | 4,71 m (=NR) |
| Roazhon Perche            | 27 janvier 2018    | Rennes           | Yao Jie                | 5,62 m      | Ninon Guillon-Romarin | 4,62 m       |
| Rouen Perche Élite Tour   | 10 février 2018    | Rouen            | Renaud Lavillenie      | 5,90 m      | Katerina Stefanidi    | 4,82 m       |
| All Star Perche           | 24–25 février 2018 | Clermont-Ferrand | Sam Kendricks          | 5,93 m      | Katie Nageotte        | 4,86 m       |

### Édition 2019
Ce tableau récapitule les étapes du Perche Élite Tour 2019 et leurs vainqueurs :
| Compétition               | Date               | Lieu             | Vainqueur Homme | Performance | Vainqueur Femme    | Performance |
| ------------------------- | ------------------ | ---------------- | --------------- | ----------- | ------------------ | ----------- |
| Orléans Perche Élite Tour | 12 janvier 2019    | Orléans          | Axel Chapelle   | 5,71 m      | Michaela Meijer    | 4,50 m      |
| Top Perche Plus           | 19 janvier 2019    | Nevers           | Claudio Stecchi | 5,70 m      | Angelica Moser     | 4,40 m      |
| Rouen Perche Élite Tour   | 9 février 2019     | Rouen            | Sam Kendricks   | 5,90 m      | Katie Nageotte     | 4,74 m      |
| All Star Perche           | 23–24 février 2019 | Clermont-Ferrand | Piotr Lisek     | 5,93 m      | Anzhelika Sidorova | 4,81 m      |

### Édition 2020
Ce tableau récapitule les étapes du Perche Élite Tour 2020 et leurs vainqueurs :
| Compétition               | Date             | Lieu             | Vainqueur Homme   | Performance | Vainqueur Femme       | Performance |
| ------------------------- | ---------------- | ---------------- | ----------------- | ----------- | --------------------- | ----------- |
| Perche aux Étoiles        | 21 décembre 2019 | Aulnay-sous-Bois | Mathieu Collet    | 5,51 m      | Marion Lotout         | 4,51 m      |
| Orléans Perche Élite Tour | 11 janvier 2020  | Orléans          | Alioune Sène      | 5,72 m      | Ninon Guillon-Romarin | 4,32 m      |
| Star Perche               | 18 janvier 2020  | Bordeaux         | Renaud Lavillenie | 5,80 m      | Marion Lotout         | 4,33 m      |
| Rouen Perche Élite Tour   | 8 février 2020   | Rouen            | Sam Kendricks     | 6,01 m      | Holly Bradshaw        | 4,63 m      |
| Roahzon Perche            | 15 février 2020  | Rennes           | Alioune Sène      | 5,65 m      | Marion Lotout         | 4,35 m      |
| All Star Perche           | 23 février 2020  | Clermont-Ferrand | Armand Duplantis  | 6,01 m      | Sandi Morris          | 4,80 m      |

### Édition 2021
Ce tableau récapitule les étapes du Perche Élite Tour 2021 et leurs vainqueurs :
| Compétition         | Date            | Lieu             | Vainqueur Homme     | Performance         | Vainqueur Femme     | Performance         |
| ------------------- | --------------- | ---------------- | ------------------- | ------------------- | ------------------- | ------------------- |
| Perche Atlantique   | 16 janvier 2021 | Bordeaux         | Renaud Lavillenie   | 5,92 m              | Femke Pluim         | 4,51 m              |
| Perche Elite Nevers | 23 janvier 2021 | Nevers           | Compétition annulée | Compétition annulée | Compétition annulée | Compétition annulée |
| Perche en Or        | 30 janvier 2021 | Tourcoing        | Renaud Lavillenie   | 6,02 m              | Ekateríni Stefanídi | 4,61 m              |
| Rouen Perche Élite  | 6 février 2021  | Rouen            | Armand Duplantis    | 6,03 m              | Holly Bradshaw      | 4,85 m              |
| All Star Perche     | 27 février 2021 | Clermont-Ferrand | Renaud Lavillenie   | 6,06 m              | Holly Bradshaw      | 4,78 m              |

### Édition 2022
Ce tableau récapitule les étapes du Perche Élite Tour 2022 et leurs vainqueurs :
| Compétition            | Date            | Lieu             | Vainqueur Homme | Performance      | Vainqueur Femme    | Performance     |
| ---------------------- | --------------- | ---------------- | --------------- | ---------------- | ------------------ | --------------- |
| StarPerche Atlantique  | 15 janvier 2022 | Bordeaux         | Menno Vloon     | 5,74 m           | Angelica Moser     | 4,52 m          |
| Top Perche Plus Nevers | 29 janvier 2022 | Nevers           | Menno Vloon     | 5,86 m           | Iryna Zhuk         | 4,60 m          |
| Perche en Or           | 5 février 2022  | Tourcoing        | Chris Nilsen    | 6,02 m (NR)      | Iryna Zhuk         | 4,77 m (WL)     |
| All Star Perche        | 19 février 2022 | Clermont-Ferrand | Menno Vloon     | 5,87 m           | Anzhelika Sidorova | 4,87 m (MR, WL) |
| Rouen Perche Élite     | 5 mars 2022     | Rouen            | Chris Nilsen    | 6,05 m (NR, =WL) | Tina Šutej         | 4,80 m (NR)     |

### Édition 2023
Ce tableau récapitule les étapes du Perche Élite Tour 2023 et leurs vainqueurs :
| Compétition           | Date            | Lieu             | Vainqueur Homme  | Performance | Vainqueur Femme    | Performance |
| --------------------- | --------------- | ---------------- | ---------------- | ----------- | ------------------ | ----------- |
| StarPerche Atlantique | 14 janvier 2023 | Bordeaux         | Robin Emig       | 5,63 m (PB) | Malen Ruiz de Azúa | 4,43 m      |
| Perche en Or          | 28 janvier 2023 | Roubaix          | Ernest Obiena    | 5,82 m      | Tina Šutej         | 4,70 m      |
| All Star Perche       | 25 février 2023 | Clermont-Ferrand | Armand Duplantis | 6,22 m (WR) | Amálie Švábíková   | 4,66 m      |
| Rouen Perche Élite    | 11 mars 2023    | Rouen            | Sam Kendricks    | 5,92 m (WL) | Margot Chevrier    | 4,46 m      |

### Édition 2024
Ce tableau récapitule les étapes du Perche Élite Tour 2024 et leurs vainqueurs :
| Compétition           | Date            | Lieu             | Vainqueur Homme        | Performance | Vainqueur Femme | Performance |
| --------------------- | --------------- | ---------------- | ---------------------- | ----------- | --------------- | ----------- |
| L'Univers Perche      | 13 janvier 2024 | Dévoluy          | Pedro Buaro Robin Emig | 5,75 m      | Ninon Chapelle  | 4,50 m      |
| StarPerche Atlantique | 20 janvier 2024 | Bordeaux         | Robin Emig Pedro Buaro | 5,51 m      | Margot Chevrier | 4,63 m      |
| Perche en Or          | 14 février 2024 | Roubaix          | Kurtis Marschall       | 5,87 m      | Roberta Bruni   | 4,65 m      |
| All Star Perche       | 22 février 2024 | Clermont-Ferrand | Armand Duplantis       | 6,06 m      | Alysha Newman   | 4,83 m      |
| Rouen Perche Élite    | 24 février 2024 | Rouen            | Sam Kendricks          | 5,93 m      | Molly Caudery   | 4,86 m      |

### Édition 2025
Ce tableau récapitule les étapes du Perche Élite Tour 2025 et leurs vainqueurs :
| Compétition           | Date            | Lieu             | Vainqueur Homme    | Performance | Vainqueur Femme    | Performance |
| --------------------- | --------------- | ---------------- | ------------------ | ----------- | ------------------ | ----------- |
| L'Univers Perche      | 11 janvier 2025 | Dévoluy          | Menno Vloon        | 5,82 m      | Marie-Julie Bonnin | 4,51 m      |
| StarPerche Atlantique | 18 janvier 2025 | Bordeaux         | Baptiste Thiery    | 5,64 m      | Marie-Julie Bonnin | 4,66 m      |
| Rouen Perche Elite    | 24 janvier 2025 | Rouen            | Emmanouil Karalis  | 5,85 m      | Tina Sutej         | 4,66 m      |
| Perch'x'tream         | 31 janvier 2025 | Caen             | Christopher Nilsen | 6,01 m      | Angelica Moser     | 4,71 m      |
| Perche en or          | 15 février 2025 | Roubaix          | Ersu Şaşma         | 5,90 m      | Marie-Julie Bonnin | 4,71 m      |
| All Star Perche       | 28 février 2025 | Clermont-Ferrand | Armand Duplantis   | 6,27 m      | Angelica Moser     | 4,76 m      |

## Les différentes étapes

### Orléans Perche Elite Tour
Depuis la saison 2011/2012, l'EC Orléans CJF organise chaque année une étape du Perche Elite Tour. Celle-ci se tient au Palais des Sports d'Orléans, salle de plus de 3 000 places qui accueille habituellement les matchs d'Orléans Loiret Basket. Lors de la première édition du meeting, le 10 décembre 2011, Holly Bleasdale en établit le record avec 4,71 m, ce qui constituait le nouveau record de Grande-Bretagne à l'époque. La meilleure performance masculine est quant à elle détenue par le Grec Konstadínos Filippídis, finaliste des Jeux Olympiques de Londres en 2012.
Comme lors de la plupart des étapes, l'Orléans Perche Elite Tour accueille également de nombreux concours destinés aux jeunes et aux amateurs. Ainsi dès le matin de l'événement, de nombreux athlètes se rencontrent et le niveau monte progressivement jusqu'au concours "Elite", qui clôt alors cette grande fête de la perche.

### La Perche aux Étoiles
La Perche aux Étoiles se déroule à Aulnay-sous-bois dans la Seine-Saint-Denis dans le complexe Paul-Émile Victor. Ce meeting, organisé chaque année depuis 11 ans par Sébastien et Amandine Homo, à l'exception de 2011 afin de permettre aux organisateurs d'aider à l'organisation du Cap vers les Étoiles. C'est souvent le premier meeting de la saison en salle des perchistes internationaux français. Vanessa Boslak, victorieuse à trois reprises, détient le record du meeting féminin avec 4,34 m. Chez les hommes, c'est Renaud Lavillenie, champion d'Europe en titre, qui détient ce record avec 5,82 m ; il a d'ailleurs remporté le meeting à deux reprises, mais c'est Jérôme Clavier qui détient le record de victoires de l'épreuve, s'étant imposé lors de trois meetings. Le 7 janvier 2012, le meeting voit Katie Byres battre le record du Royaume-Uni junior de saut à la perche avec 4,36 m ; en remportant le meeting, Byres devient ainsi la seconde britannique après Kate Dennison victorieuse à Aulnay. Chez les hommes, en l’absence de Renaud Lavillenie et Jérôme Clavier, tous deux multiples vainqueurs mais blessés, c'est Damiel Dossevi qui inscrit pour la première fois son nom au palmarès.

### Le Perche Concept Mixte

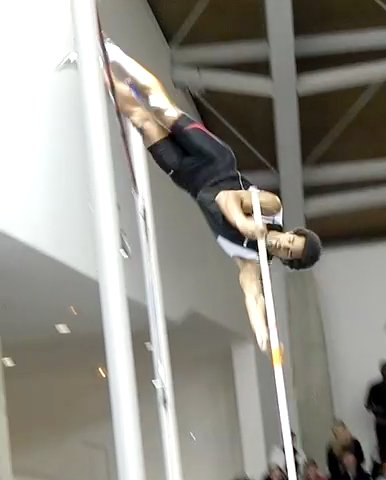
Damiel Dossevi lors de l'édition 2010 du meeting

Le Perche Concept Mixte est à l'origine une idée du recordman de France en salle Jean Galfione qui voulait un concours où hommes et femmes puissent concourir à égalité. De ce fait, il a comparé les bilans internationaux hommes et femmes et en a déduit qu'un mètre vingt séparait les hommes et les femmes. Il a ensuite contacté la société Dima qui, dans ce cadre, a créé deux potences spéciales qui permettront aux hommes d'avoir 1,20 m de handicap dans ce concours. C'est Kate Dennison qui s'impose avec 4,56 m, Renaud Lavillenie et Steven Lewis étant les premiers garçons du concours avec 5 cm de moins.

### INSA Perch'formance
L'INSA Perch'formance est un meeting organisé par des étudiants de l'INSA de Lyon qui est une école d'ingénieurs située à Villeurbanne. C'est la perchiste Télie Mathiot, qui fut à l'origine de la création de l'évènement. La particularité de cette étape réside dans la mise en place d'initiations pour les étudiants, les scolaires et les personnes en situations de handicap le jeudi et le vendredi précédent le concours international (qui a lieu le samedi soir),.
Lors de la première édition, des chutes de neige rendent l'accès à Lyon difficile, ce qui entraîne le désistement de nombreux perchistes. Damiel Dossevi s'impose avec 5,62 m chez les hommes et Maria Ribeiro-Tavares s'impose quant à elle chez les femmes avec 4,32 m. Malgré les intempéries, la première édition se révèle être un succès, ce qui amène les étudiants de l'INSA à reconduire le projet une seconde fois, avec cette fois-ci Matveï Gaschet à la tête de l'organisation. Cette seconde édition est épargnée par les problèmes météorologiques et voit s'imposer Jérôme Clavier avec 5,81 m, record personnel, chez les hommes et la britannique Holly Bleasdale, vainqueure des étapes précédentes de Loughborough et de Manchester, qui bat son record personnel également avec 4,40 m. Lors de cette édition, le perchiste bordelais Romain Mesnil, ex-étudiant de l'INSA Toulouse, réalise aussi une belle performance pour sa rentrée avec 5,63 m.

### Vault Manchester
Vault Manchester est l'étape du Perche Élite Tour qui fait de ce circuit un circuit franco-anglais. Organisée à Manchester par le fils de l'organisateur du circuit : Julien Raffalli, l'étape a été créée en 2008 et permet l'initiation à la perche de nombreux anglais. Cette étape a été remportée par l'Anglaise Kate Dennison, avec 4,40 m chez les femmes. Le concours hommes a lui été gagné par un grec, Kostas Filippidis avec 5,70 m. Le meeting est apprécié par les Anglais car la concurrence est plus importante que dans les meetings qu'ils organisent. Ce meeting a été témoin d'un record de Grèce en gymnase réalisé par le vainqueur du meeting, Kostas Filippidis. Le meeting est reconduit lors de l'édition 2012 et voit la victoire de Max Eaves avec 5,23 m chez les hommes en l'absence de Filippidis, Sally Peake remporte quant à elle avec 4,33 m le concours féminin.

### Festi'vol

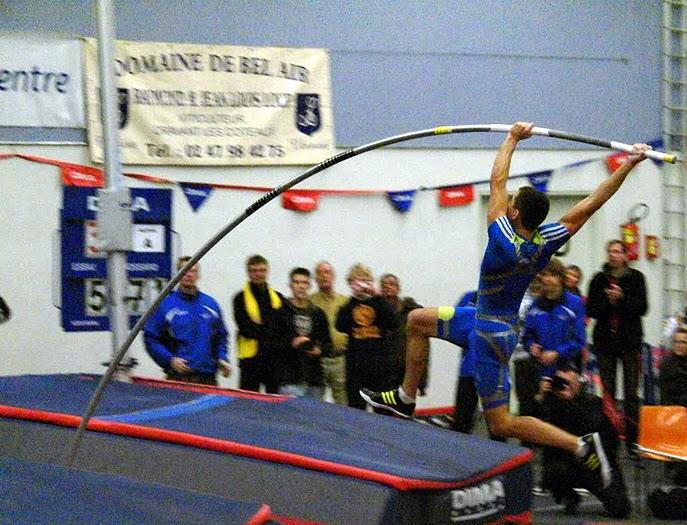
Jérôme Clavier à Veigné en 2010

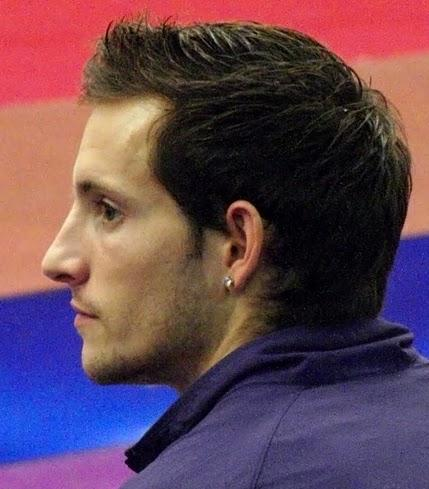
Renaud Lavillenie à Veigné en 2010

Pour l'édition 2011, le Festi'vol devient la première étape du Perche Élite Tour en remplacement d'Aulnay. Organisé dans le fief de Jérôme Clavier, Veigné, par son club, l'Athlétic Trois Tours, le meeting a été déplacé dans la saison pour pouvoir faire partie du Perche Élite Tour, il est passé du 27 et 28 février au 3 et 4 décembre. Jérôme Clavier, Renaud Lavillenie et Fabrice Fortin, vainqueur de l'édition 2010 du PET, ont sauté à Veigné pour leur rentrée en salle de la saison 2010/2011. Damiel Dossevi était présent aussi, mais il n'a pu sauter à cause d'une tendinite au tendon d'Achille. Renaud Lavillenie a remporté la seconde édition en passant 5,61 m au 1er essai devant 800 personnes. Le concours féminin a, quant à lui, été remporté à la surprise générale par Alixe Guigon avec 4,11 m, cette dernière battant Marion Lotout et Sandra Ribeiro-Homo. Le meeting n'est pas reconduit lors de l'édition 2012.

### Capitale Perche
Capitale Perche est un meeting organisé par le Clermont Athlétisme Auvergne au stadium Jean-Pellez dans lequel sont placés 6 sautoirs dont 4 servent à la compétition, les autres étant utilisés pour l'initiation au saut à la perche. La première édition, en 2010, ne fut pas parrainée par le Perche Élite Tour (contrairement à la deuxième édition de 2011). Elle fut remportée par Renaud Lavillenie avec 5,73 m chez les hommes et par Lisa Ryzih avec 4,38 m chez les femmes. Cette première édition s'est déroulée le 6 mars 2010, elle a réuni plus de 260 perchistes dans les concours officiels et près de 60 lors des initiations. La deuxième édition a vu quant à elle la réalisation par Renaud Lavillenie de la meilleure performance mondiale de l'année avec 5,92 m et de trois sauts ratés à 6,02 m, dont un où sa perche cassa ; du côté féminin, le record personnel de Maria Ribeiro-Tavares avec 4,37 m est à noter. La 3e édition s'est déroulée le 15 janvier 2012 et voit la victoire de Holly Bleasdale qui devance aux essais Vanessa Boslak, laquelle réalise par la même occasion les minima pour les championnats du monde en salle à Istanbul ; dans le concours homme, Romain Mesnil s'impose avec 5,48 m à la suite de 3 tours de barrages avec le Chinois Yang Yansheng et son partenaire d'entraînement Damiel Dossevi.

### Perch'stacul'air
Perch'stacul'air est un meeting organisé par le club d'athlétisme d'Épinal à la Halle des sports d'Épinal en février depuis 2004. Sa dernière édition remonte à 2008 et avait été remportée par Jérôme Clavier chez les hommes et Vanessa Boslak chez les femmes. Depuis sa création, il a été organisé 3 fois dans le cadre du Perche Élite Tour, ce qui en fait l'une des étapes classiques du Perche Élite Tour. La victoire sur cette étape rapporte 300 euros pour le concours élite, les autres concours n'étant pas primés ; la performance est aussi primée : un athlète qui réaliserait 6 mètres remporterait 3 000 €. Le déplacement d'un athlète primé peut être remboursé partiellement ou totalement suivant la performance.

## Recettes et dépenses

### Challenges
Les challenges du Perche Élite Tour sont des challenges visant différentes catégories de perchistes, et sont réalisés avec l'aide des partenaires du Perche Élite Tour. Le Challenge élite FFA est parrainé par la Fédération française d'athlétisme et récompense les perchistes de niveau élite qui participent à la finale et à au moins trois étapes préliminaires. Les résultats sont déterminés en additionnant les trois meilleures performances d'étape précédant la finale et la performance réalisée le jour de la finale, ce qui donne un total en mètres pour chaque athlète. Ces résultats sont ensuite comparés pour déterminer le vainqueur. 
Le Challenge espoir Nike 2011 est parrainé par l'équipementier Nike et récompense les perchistes des catégories junior et cadets. Il fonctionne de la même manière que le précédent challenge excepté le fait que seules sont prises les 3 meilleures performances lors des 6 étapes confondues, y compris la finale. La présence à la finale est donc également obligatoire et une absence lors de celle-ci entraîne un déclassement. Les trois premiers de chaque catégorie recevront une dotation de 800 € en équipements, soit un total de 9 600 € offerts par Nike.
Le dernier des challenges est le Challenge Clubs Dima, créé en 2010 pour l'édition 2010/2011 par la société Dima. Il récompense les clubs qui participent le plus au Perche Élite Tour. Tout comme les challenges précédemment présentés, la participation à la finale est obligatoire pour recevoir la dotation de 860 € de matériel de préparation physique avancée. En décembre 2011 est inauguré le Club’équipe Areva dont les modalités diffèrent mais qui récompense également les clubs ; le vainqueur remporte ainsi 10 places pour le meeting Areva.

### Gains des perchistes
Outre les challenges, les perchistes élites qui participent au Perche Élite Tour ont d'autres moyens de gagner de l'argent : remporter une étape ou être récompensé pour une performance. Le prix pour la victoire d'une étape lors du concours élite varie mais il est habituellement compris entre 200 € et 500 € pour une victoire, soit bien en dessous de ce que pourrait réclamer un athlète dans un meeting international. Les performances des élites peuvent être également récompensées, le barème variant en fonction des étapes et des performances.

### Coûts de réalisation d'un meeting
Les frais de réalisation d'une étape sont à porter au crédit du club organisateur, de ce fait la plupart des clubs qui organisent une étape s'assurent de posséder des sponsors qui peuvent assurer le paiement de certains frais. Les clubs emploient des bénévoles pour installer le matériel et les tapis ainsi que pour assurer le jury et l'organisation de la buvette. Les revenus de la buvette peuvent aussi rentrer dans les gains du club, il faut néanmoins acheter la nourriture nécessaire à cette buvette ; il faut aussi noter que les revenus générés par les inscriptions épaulent également les clubs.

## Organisation et déplacements

### Organisation
L'organisation de toutes les étapes du Perche Élite Tour est assurée par des bénévoles, y compris le jury. Chaque étape est organisée par un club, souvent sous l'impulsion d'une personne. Les évènements sont souvent sponsorisés pour que les coûts matériels soient plus faibles. Le Perche Élite Tour lui-même est soutenu par trois partenaires qui l'aident pour les dotations récompenses données lors de la finale, ces partenaires sont l'équipementier Nike, l'équipementier en matériel DimaSport et la Fédération française d'athlétisme. Le montage de la piste et des tapis ainsi que la protection du sol sont des tâches longues qui nécessites des moyens humains importants ; un exemple est la transformation du palais des sports de Beaublanc de Limoges qui sert habituellement au basket-ball.

### Déplacements
Le déplacement est entièrement aux frais des perchistes, de ce fait les perchistes voyagent en club ou ne participent qu'aux étapes proches de leur lieu d'entrainement ; les nombreuses étapes du Perche Élite Tour permettent donc à chacun d'y trouver son compte. Le problème principal posé lors du déplacement est le transport des perches, ces dernières ne rentrant dans aucun train, obligeant les perchistes à utiliser l'avion ou la voiture, l'inconvénient du premier restant la difficulté à trouver un avion dont la soute est assez grande pour faire rentrer les perches.

## Popularité

### Auprès des perchistes
La popularité du Perche Élite Tour, et du saut à la perche en général, est relativement faible auprès des médias. Si la chaîne de télévision Canal+ a retransmis les concours élite de quelques étapes en 2009, les comptes rendus sont surtout présents dans les médias régionaux, ainsi que sur les sites web spécialisés, dont celui de la fédération française d'athlétisme. La médiatisation du Perche Élite Tour se fait donc surtout grâce au bouche à oreille entre connaisseurs. La renommée européenne du circuit est aussi un critère de choix pour les athlètes de haut niveau.

### Auprès des médias
La popularité du Perche Élite Tour auprès des médias est relativement faible. Les médias régionaux et nationaux sont les seuls à rendre compte de l'évènement et le reportage dure souvent peu de temps, les sites web spécialisés, dont celui de la fédération française d'athlétisme, font aussi un compte rendu de chaque étape. La médiatisation du Perche Élite Tour se fait donc surtout grâce au bouche à oreille entre perchistes. La chaine de télévision Canal+ retransmet également les concours élite de quelques étapes en 2009.

### Articles de presses
Hervé Garcia, « Lavillenie », L'Équipe, no 20 642,‎ 16 janvier 2011, p. 12. 
1. 1 2 3  Garcia 2011, p. 12

#### Autres références
1. ↑  
« Article sur le Perche Élite Tour », sur athle.com (consulté le 9 décembre 2010)
2. ↑  
Cyril Pocréaux (interview réalisée par), « Jérôme Clavier : « Je ne veux plus perdre de temps » », sur athle.com, 15 décembre 2006 (consulté le 11 décembre 2010).
3. ↑  
« La finale pour Fortin - Athlé - Perche Elite Tour », sur lequipe.fr, La rédaction multimédia de L'Équipe (consulté le 7 décembre 2010)
4. ↑  
« Les résultats du Perche élite tour », sur perchefrance.com, à noter qu'il fallait être présent dans la finale pour remporter le circuit
5. ↑  JB, « Perche Elite Tour - Classements Définitifs », sur perchefrance.com (consulté le 31 mars 2011)
6. ↑  
« 10/12/05 - Perche aux Etoiles Aulnay-sous-Bois - I-F - 093 », sur bases.athle.com (consulté le 14 décembre 2010)
7. ↑  
« 07/01/06 - Planete Mars Perche Marseille - PRO - 013 », sur bases.athle.com (consulté le 14 décembre 2010)
8. ↑  
« 14/01/06 - StarPerche 2006 Le Haillan - AQU - 033 », sur bases.athle.com (consulté le 14 décembre 2010)
9. ↑  
« 04/02/06 - Etoiles de la Perche Niort - POI - 079 », sur bases.athle.com (consulté le 14 décembre 2010)
10. ↑  
« 11/02/06 - Perch'Stacul'Air Epinal - LOR - 088 », sur bases.athle.com (consulté le 14 décembre 2010)
11. ↑  
« 04/03/06 - Perch'Ibal Festival Lingolsheim - ALS - 067 », sur bases.athle.com (consulté le 14 décembre 2010)
12. ↑  
« 18/03/06 - La Perche aux Records Rennes - BRE - 035 », sur bases.athle.com (consulté le 14 décembre 2010)
13. ↑  
« Palmarès 2006 », sur percheauxetoiles.fr (consulté le 15 décembre 2010)
14. ↑  
« 03/02/07 - Tour Perches Carrieres - Carrières-sous-Poissy - I-F - 078 », sur bases.athle.com (consulté le 15 décembre 2010)
15. ↑  
« 31/03/07 - Perche Elite Tour Finale Disneyland Resort Paris - Chessy Marne-la-Vallée - I-F - 077 », sur bases.athle.com (consulté le 15 décembre 2010)
16. ↑  
« Athlé Info - Lundi 10 décembre 2007 », sur athle.com, 10 décembre 2007 (consulté le 11 décembre 2010)
17. ↑  
« Athlé Info - Lundi 14 janvier 2008 », sur athle.com, 14 janvier 2008 (consulté le 11 décembre 2010)
18. ↑  
Julien Raffalli, « Vault Manchester 2008 », sur perchefrance.com, 19 janvier 2008 (consulté le 11 décembre 2010)
19. ↑  
« Athlé Info - Lundi 4 février 2008 », sur athle.com, 4 février 2008 (consulté le 11 décembre 2010)
20. ↑  
« Athlé Info - Lundi 11 février 2008 », sur athle.com, 11 février 2008 (consulté le 11 décembre 2010)
21. ↑  
« Athlé Info - Mardi 1er Avril 2008 », sur athle.com, 1er avril 2008 (consulté le 11 décembre 2010)
22. ↑  
« Les Résultats des Compétitions », sur bases.athle.com (consulté le 11 décembre 2010)
23. ↑  
« Les différentes étapes du PET », sur perchefrance.com (consulté le 20 novembre 2010)
24. 1 2 3 4 5  
« Le calendrier du Perche Élite Tour », sur perchefrance.com (consulté le 25 novembre 2010)
25. 1 2 3 4 5  
Livia, « AMBIANCE AU FESTI'VOL ! », sur perchefrance.com, 5 décembre 2010 (consulté le 5 décembre 2010)
26. ↑  
Carlos Fernández Canet, « iaaf.org - 2011 Toplists pv w i », sur iaaf.org (consulté le 4 janvier 2011)
27. ↑  
(en) « Loughborough Indoor Open - Loughborough, 30 Jan 2010 », sur topsinathletics.com (consulté le 13 décembre 2010)
28. ↑  
(en) « VM11 - VM11 Results & Report », sur vaultmanchester.com (consulté le 16 janvier 2011)
29. 1 2 3  
Benjamin Steen, « INSA PERCH’FORMANCE: Clavier titille le maître », sur radioparilly.20minutes-blogs.fr (consulté le 23 janvier 2010)
30. ↑  
Jean-François Raffali, « La finale du Perche Élite Tour à Cassis ! », sur perchefrance.com, 7 décembre 2010 (consulté le 7 décembre 2010)
31. ↑  
Livia, « FINALE DU PERCHE ELITE TOUR », sur perchefrance.com (consulté le 28 mars 2011)
32. 1 2 3  http://perchformance.asso.insa-lyon.fr/
33. ↑  « Palmarès de l'épreuve », sur percheauxetoiles.fr (consulté le 7 décembre 2010)
34. 1 2  
Bernard Amsalem, « PERCHE ELITE TOUR 2010 », sur athle.com (consulté le 8 décembre 2010)
35. ↑  
« Les Résultats de la Compétition », sur bases.athle.com (consulté le 7 décembre 2010)
36. ↑  « Jeudi 20 janvier - initiation pour les étudiants INSA, personnels et profs INSA, Ingénieurs INSA appartenant à l’A2IL », sur perchformance.asso.insa-lyon.fr (consulté le 8 février 2011)
37. ↑  « Vendredi 21 février — 9 h – 11 h et 14 h - 16 h : initiation pour les scolaires », sur perchformance.asso.insa-lyon.fr (consulté le 8 février 2011)
38. ↑  
« INSA Perch'formance 2010 », sur perchformance.insa-lyon.fr (consulté le 11 décembre 2010)
39. ↑  
« Résultats Élite A 2010 », sur perchformance.insa-lyon.fr (consulté le 7 décembre 2010)
40. ↑  « Pole Vault Manchester10 » [PDF], sur perchefrance.com (consulté le 7 décembre 2010)
41. ↑  (en) « Vault Manchester 2012 », sur englandathletics.org (consulté le 18 janvier 2012)
42. ↑  
« Le stadium Jean Pellez », sur capitaleperche.fr (consulté le 5 décembre 2010)
43. ↑  
« Palmares », sur capitaleperche.fr (consulté le 5 décembre 2010)
44. ↑  
« Une première réussie ! », sur capitaleperche.com (consulté le 5 décembre 2010)
45. ↑  « Boslak confirme », sur lequipe.fr, L'Équipe (consulté le 18 janvier 2012)
46. ↑  
« Plan d'accès », sur perchstaculair.over-blog.com (consulté le 9 décembre 2010)
47. ↑  
« PERCH'STACUL'AIR - Les femmes prennent le pouvoir », sur perchstaculair.over-blog.com, 10 février 2010 (consulté le 9 décembre 2010)
48. 1 2  
« Règlement », sur perchstaculair.over-blog.com, 26 novembre 2010 (consulté le 9 décembre 2010)
49. 1 2 3 4 5 6 7  
« Règlement 2010/2011 », sur perchefrance.com, décembre 2010 (consulté le 9 décembre 2010)
50. ↑  L'équipe DimaSport multimédia, « DOTATION DIMA CHALLENGE CLUB PET », sur www. perchefrance.com, Jean-François Raffalli, 15 décembre 2010 (consulté le 15 décembre 2010)
51. ↑  « CHALLENGE CLUB’ ÉQUIPE AREVA », sur perchefrance.com (consulté le 9 décembre 2011)
52. 1 2  Voir par exemple la référence 19, les règlements au sujet des gains lors du Perch'stacul'air
53. 1 2  
Yann Delmon, « Merci à tous les bénévoles ! », sur cdathletisme87.athle.com, 26 mars 2010 (consulté le 8 décembre 2010)
54. ↑  Un exemple : la finale du Perche Élite Tour 2010. 
Yann Delmon, « Nos partenaires », sur cdathletisme87.athle.com (consulté le 8 décembre 2010)
55. ↑  
« Partenaires : », sur perchefrance.com (consulté le 8 décembre 2010)
56. ↑  
Arnaud Ascoua, « Vault Manchester », sur camperche93.fr, 26 octobre 2010 (consulté le 8 décembre 2010)
57. ↑  
« Festi'Vol de Perche à Veigné », sur youtube.com, TV Tours, 7 décembre 2010 (consulté le 8 décembre 2010)
58. ↑  
« Télévision », sur capitaleperche.fr (consulté le 12 décembre 2010)
59. ↑  
« Perche Elite Tour : Lavillenie enlève la première étape », sur athle.com (consulté le 12 décembre 2010)